# Foley (Minnesota)
Foley és una població dels Estats Units a l'estat de Minnesota. Segons el cens del 2000 tenia 2.154 habitants.

## Demografia
Segons el cens del 2000, Foley tenia 2.154 habitants, 756 habitatges, i 499 famílies. La densitat de població era de 442,4 habitants per km².
Dels 756 habitatges en un 39,2% hi vivien nens de menys de 18 anys, en un 50,5% hi vivien parelles casades, en un 11,5% dones solteres, i en un 33,9% no eren unitats familiars. En el 30% dels habitatges hi vivien persones soles el 16,1% de les quals corresponia a persones de 65 anys o més que vivien soles. El nombre mitjà de persones vivint en cada habitatge era de 2,6 i el nombre mitjà de persones que vivien en cada família era de 3,23.
Per edats la població es repartia de la següent manera: un 27,6% tenia menys de 18 anys, un 11,7% entre 18 i 24, un 27,6% entre 25 i 44, un 15,2% de 45 a 60 i un 17,8% 65 anys o més.
L'edat mediana era de 33 anys. Per cada 100 dones de 18 o més anys hi havia 93,2 homes.
La renda mediana per habitatge era de 38.393 $ i la renda mediana per família de 48.750 $. Els homes tenien una renda mediana de 32.466 $ mentre que les dones 21.731 $. La renda per capita de la població era de 17.168 $. Entorn del 6,1% de les famílies i el 9,4% de la població estaven per davall del llindar de pobresa.

## Poblacions més properes
El següent diagrama mostra les poblacions més properes.